# 午夜領主
《午夜領主》是麥克·蘇格登（Mike Singleton）创作的史诗奇幻电子游戏。该作融合了战争游戏和图形冒险游戏元素，于1984年登陆ZX Spectrum家用电脑。
《Crash》杂志给游戏打出10分满分，称赞游戏采用全景视角、单位设计精致、情节清晰连贯

## 备注
1. ↑  英語：